# Scaptomyza setosiloba
Scaptomyza setosiloba är en tvåvingeart som beskrevs av Hardy 1965. Scaptomyza setosiloba ingår i släktet Scaptomyza och familjen daggflugor. Inga underarter finns listade i Catalogue of Life.